# كيران هايندز
كيران هايندز بالإنجليزية (Ciarán Hinds) هو ممثل إيرلندي من مواليد عام 1953 عمل في التلفزيون والسينما والمسرح. وقد بنى سمعته باعتباره ممثل متنوع الشخصيات، وقد حقق نجاحاً كبيراً بعد ظهوره في أفلام كبيرة مثل:الطريق إلى الهلاك، شبح الأوبرا، وفلم ميونخ وسلسلة أفلام هاري بوتر الجزء الثاني.
أما أدواره التلفزيونية فأشهرها على الإطلاق دور يوليوس قيصر في مسلسل الدراما التاريخي روما، بالإضافة إلى دوره مانس ريدر في مسلسل صراع العروش.

## روابط خارجية
- كيران هايندز على موقع IMDb (الإنجليزية)
- كيران هايندز على موقع روتن توميتوز (الإنجليزية)
- كيران هايندز على موقع قاعدة بيانات الأفلام العربية
- كيران هايندز على موقع قاعدة بيانات الأفلام العربية
- كيران هايندز على موقع ألو سيني (الفرنسية)
- كيران هايندز على موقع ميوزك برينز (الإنجليزية)
- كيران هايندز على موقع تيرنر كلاسيك موفيز (الإنجليزية)
- كيران هايندز على موقع أول موفي (الإنجليزية)
- كيران هايندز على موقع قاعدة بيانات برودواي على الإنترنت (الإنجليزية)
- كيران هايندز على موقع قاعدة بيانات الأفلام السويدية (السويدية)